# Tournefortia andrade-limae
Tournefortia andrade-limae là loài thực vật có hoa trong họ Mồ hôi. Loài này được J.I.M.Melo mô tả khoa học đầu tiên năm 2007.